# 작은귀쌀쥐
작은귀쌀쥐(Oligoryzomys microtis)는 비단털쥐과 피그미쌀쥐속에 속하는 설치류이다. 브라질 서부와 페루 동부, 볼리비아, 파라과이 북부에서 발견된다.